# Милети Младенов
Милети Христов Младенов е български учен – икономист и банкер.

## Биография
Роден е на 23 април 1943 г. Дипломира се в Университета за национално и световно стопанство, където по-късно постъпва като преподавател (1975 г.). Подуправител е на БНБ за периода 1991 – 1996 г. и гуверньор за България в Световната банка и Европейската банка за развитие. През 1993 година в негов превод е издаден основният труд на Джон Мейнард Кейнс „Обща теория на заетостта, лихвата и парите“. От 1999 до 2003 г. е председател на Управителния съвет на Фонда за гарантираните влогове в банките, а две години по-късно оглавява Фонда за компенсиране на инвеститорите.
Автор е на десетки трудове в областта на финансите и банковото дело.
Почива на 1 септември 2017 г.